# ورژ خاچیکیان
ورژ خاچیکیان (ارمنی: Վրեժ Խաչիկյան) یک بازیکن فوتبال در پست هافبک ارمنی‌تبار اهل ایران است که سابقه بازی در آرارات تهران دهه ۱۳۵۰ خورشیدی را دارد.. وی در جام تخت جمشید بازی کرد.